# Klaus König (Kameramann)
Klaus König (* 21. Januar 1935 in Berlin; † 4. Dezember 2020 in München) war ein deutscher Kameramann und Regisseur.

## Leben
König hatte zunächst eine kaufmännische Ausbildung erhalten und anschließend Soziologie studiert, bevor er zum Film kam. Bereits 1954 fungierte er bei dem Film Geliebtes Fräulein Doktor als Regieassistent. Sein Handwerk erlernte er als Assistent von erfahrenen Kameraleuten wie Günther Rittau, Göran Strindberg und Heinz Hölscher. In dieser Funktion wirkte König 1955 bei Das Forsthaus in Tirol und Das Erbe vom Pruggerhof, 1956 bei Wenn wir alle Engel wären und Die fröhliche Wallfahrt, 1957 bei Die fidelen Detektive und Jägerblut, 1958 bei Mein Schatz ist aus Tirol und Die feuerrote Baronesse, 1959 bei Bei der blonden Kathrein und Strafbataillon 999, 1960 bei Division Brandenburg und Jürgen Rolands Edgar-Wallace-Krimi Der grüne Bogenschütze sowie 1961 bei Zwei unter Millionen.
Ab 1961 fotografierte König Fernseh- bzw. Kinofilme von renommierten Regisseuren wie Wolfgang Staudte, Maximilian Schell, Johannes Schaaf, May Spils, Rolf Hädrich, Claus Peter Witt, Kurt Wilhelm, Oswald Döpke, Franz Josef Wild, Peter Weck, Peter Beauvais und Thomas Fantl. Am bekanntesten ist seine 1967 entstandene Arbeit am Komödienklassiker Zur Sache, Schätzchen mit Uschi Glas.
1982 trat er einmal auch als Regisseur in Erscheinung; bei dem Sexfilm Katharina – Die nackte Zarin aus der Produktion des Pornoherstellers Alois Brummer, von dem auch eine Hardcore-Fassung hergestellt wurde, versteckte er sich allerdings hinter dem Pseudonym „Scott Hunt“. Sieben Jahre darauf, im Sommer/Herbst 1989, kehrte König bei dem Eistanzfilm Carmen on Ice mit Katarina Witt hinter die Kamera für einen Kinofilm zurück.
In seinen späten Jahren arbeitete König intensiv für das Serienfernsehen; bis kurz nach der Jahrtausendwende fotografierte er u. a. Ein Schloß am Wörthersee, Derrick, Schloßhotel Orth und Samt und Seide. Dann zog sich König zurück.
Für seine Arbeit am Konzertmitschnitt Placido Domingo Celebrates Seville erhielt Klaus König 1983 einen Emmy Award.

## Filmografie
- 1957: Die fidelen Detektive
- 1962: Flying Clipper – Traumreise unter weißen Segeln (Dokumentarfilm)
- 1964: Doktor Murkes gesammeltes Schweigen (Fernsehfilm)
- 1964: Hütet eure Töchter!
- 1965: Das Gespenst von Canterville (Fernsehfilm)
- 1966: Die letzte Reise des Kapitän Scott (Fernsehdokumentarfilm)
- 1966: Ski-Faszination (Dokumentarfilm)
- 1967: Mädchen, Mädchen
- 1967: Romy – Portrait eines Gesichts (Dokumentarfilm)
- 1967: John Icks, der singende Astronaut (Fernsehfilm)
- 1968: Zur Sache, Schätzchen
- 1968: Van de Velde: Die vollkommene Ehe
- 1968: Sabina Englender (Fernsehfilm)
- 1969: Hürdenlauf (Fernsehfilm)
- 1969: Klassenkeile
- 1969: Van de Velde: Das Leben zu zweit – Die Sexualität in der Ehe
- 1969: Sag’s dem Weihnachtsmann (Fernsehfilm)
- 1970: Abseits (Fernsehfilm)
- 1971: Die Untaten des Fräulein Mikova (Fernsehfilm)
- 1971: Cream – Schwabing-Report (Dokumentarfilm)
- 1972: Privatdetektiv Frank Kross (Fernsehserie)
- 1972–1973: Fußballtrainer Wulff (Fernsehserie)
- 1973: Der Fußgänger
- 1973: Traumstadt
- 1974: Summer Run
- 1974: Zerfall einer Großfamilie (Fernsehfilm)
- 1974: Goldfüchse (Fernsehfilm)
- 1975: Eine 'emanzipierte' Frau (Fernsehfilm)
- 1975: Lehmanns Erzählungen (Fernsehfilm)
- 1975: Der Richter und sein Henker
- 1975: Der Geheimnisträger
- 1976: Ein Mädchen aus zweiter Hand
- 1978: Geschichte einer Liebe (Fernsehfilm)
- 1978: Sachrang (Fernsehfilm)
- 1979: Der Ruepp (Fernsehfilm)
- 1979: Geschichten aus dem Wienerwald
- 1979: Die Überführung (Fernsehfilm)
- 1980: Die Undankbare (Fernsehfilm)
- 1982: Frau Jenny Treibel (Fernsehfilm)
- 1982: Der Jagerloisl (Fernsehfilm)
- 1982: Ein Kleid von Dior (Fernsehfilm)
- 1983: Katharina – Die nackte Zarin (nur Regie)
- 1984: Die ewigen Gefühle (Fernsehfilm)
- 1985: Bas-Boris Bode (Fernsehserie)
- 1986–1989: Hessische Geschichten (Fernsehserie, 4 Folgen)
- 1988: Die letzte Fahrt der San Diego (Fernsehfilm)
- 1989: Der Weg nach Lourdes (Fernsehfilm)
- 1989: Carmen on Ice
- 1990–1991: Ein Schloß am Wörthersee (Fernsehserie, 12 Folgen)
- 1992–1996: Derrick (Fernsehreihe, 30 Folgen)
- 1997: Teneriffa – Tag der Rache (Fernsehfilm)
- 1997–1999: Schlosshotel Orth (Fernsehserie, 26 Folgen)
- 2000–2001: Samt und Seide (Fernsehserie, 7 Folgen)